# Armeirín
Armeirín es un lugar de la parroquia de Presno, concejo de Castropol, en la comarca del Eo-Navia, Principado de Asturias, España.